# Nitroplus
Nitroplus Co., Ltd., también llamado Nitro+, es una compañía japonesa de software que desarrolla series de novelas visuales, incluidas de eroge. Sus obras habitualmente tienen componentes oscuros tales como reanimación de los muertos, viajes en el tiempo y asesinatos. En ocasiones han trabajado en conjunto con TYPE-MOON y 5pb.
Super Sonico es la mascota del festival de música anual de Nitroplus, "Nitro Super Sonico", desde 2006. Nitroplus celebra su festival de música todos los años desde 2000. Originalmente, Ouka Satsurikuin fue la mascota original de Nitroplus antes de que creara Super Sonico.

## Lista de trabajos
| Fecha      | Rōmaji                                                                  | Título                                                                  |                                   |
| ---------- | ----------------------------------------------------------------------- | ----------------------------------------------------------------------- | --------------------------------- |
| 2000-02-25 | Phantom -PHANTOM OF INFERNO-                                            | ファントム -ファントム オブ インフェルノ-                               |                                   |
| 2001-01-26 | Kyuuketsu Senki Vjedogonia                                              | 吸血殲鬼ヴェドゴニア                                                    |                                   |
| 2002-03-29 | Kikokugai: The Cyber Slayer                                             | 鬼哭街                                                                  |                                   |
| 2002-09-27 | "Hello, world."                                                         | "Hello, world."                                                         |                                   |
| 2003-04-25 | Zanma Taisei Demonbane                                                  | 斬魔大聖デモンベイン                                                    |                                   |
| 2003-12-26 | Saya no Uta                                                             | 沙耶の唄                                                                |                                   |
| 2004-09-17 | Phantom INTEGRATION                                                     | Phantom INTEGRATION                                                     |                                   |
| 2005-01-28 | Angelos Armas -Tenshi no Nichou Kenju-                                  | 天使ノ二挺拳銃                                                          |                                   |
| 2005-06-24 | Jingai Makyō                                                            | 塵骸魔京                                                                |                                   |
| 2005-09-30 | Hanachirasu                                                             | 刃鳴散らす                                                              |                                   |
| 2006-02-03 | Sabbato Nabe                                                            | サバト鍋                                                                |                                   |
| 2006-05-26 | Kishin Hishou Demonbane                                                 | 機神飛翔デモンベイン                                                    |                                   |
| 2006-08-11 |                                                                         | 字祷子D 妖都最速伝説                                                    |                                   |
| 2007-01-26 | Gekkō no Carnevale                                                      | 月光のカルネヴァーレ                                                    |                                   |
| 2007-07-27 | Zoku Satsuriku no Django -Jigoku no Shoukinkubi-                        | 続・殺戮のジャンゴ -地獄の賞金首-                                       |                                   |
| 2008-09-26 | Sumaga                                                                  | スマガ                                                                  |                                   |
| 2009-06-26 | Sumaga Special                                                          | スマガスペシャル                                                        |                                   |
| 2009-10-30 | Full Metal Daemon: Muramasa                                             | 装甲悪鬼村正                                                            |                                   |
| 2010-12-17 | Axanael                                                                 | アザナエル                                                              |                                   |
| 2011       | SoniComi                                                                | SoniComi                                                                |                                   |
| 2011-11-25 | ソニコミ                                                                | ソニコミ                                                                |                                   |
| 2012-06-16 | Phenomeno - Mitsurugi Yoishi wa Kowagaranai                             | Phenomeno - Mitsurugi Yoishi wa Kowagaranai                             | フェノメノ 美鶴木夜石は怖がらない |
| 2012-07-27 | Guilty Crown: Lost Christmas (spinoff del anime, situado 10 años antes) | Guilty Crown: Lost Christmas (spinoff del anime, situado 10 años antes) |                                   |
| 2013-06-28 | Kimi to Kanojo to Kanojo no Koi (Totono)                                | Kimi to Kanojo to Kanojo no Koi (Totono)                                | 君と彼女と彼女の恋。              |
| 2016-01-29 | Tokyo Necro                                                             | Tokyo Necro                                                             | 凍京NECRO＜トウキョウ・ネクロ＞   |
| 2018-07-27 | Minikui Mojika no Ko                                                    | Minikui Mojika no Ko                                                    | みにくいモジカの子                |

También lanzaron dos videojuegos de lucha: uno serial Nitro Royale: Heroines Duel (ニトロ + ロワイヤル - ヒロインズデュエル -) en el Comiket 2007; y el segundo, junto con Examu, seria Nitroplus Blasterz: Heroines Infinite Duel, cuyo lanzamiento sería en el 2015.

### 5pb. x Nitro+
| Fecha      | Título                  |
| ---------- | ----------------------- |
| 2008-04-25 | Chaos;Head              |
| 2009-02-25 | Chaos;Head Noah         |
| 2009-10-15 | Steins;Gate             |
| 2010-03-25 | Chaos;Head らぶChu☆Chu! |
| 2012-06-28 | Robotics;Notes          |

### Obras de Nitro+Chiral
Nitro+Chiral es una rama de Nitroplus centrada en la creación de novelas visuales de género yaoi.
| Fecha      | Título                   |
| ---------- | ------------------------ |
| 2005-02-25 | Togainu no Chi           |
| 2006-11-10 | Lamento: Beyond the Void |
| 2008-12-19 | Sweet pool               |
| 2012-03-23 | DRAMAtical Murder        |
| 2021-02-25 | Slow Damage              |

El 25 de enero de 2008, lanzaron un disco titulado "CHiRALmori" en esta serie chibi utilizando versiones de los personajes de Togainu no Chi y Lamento.